# 伊尔玛·泰斯塔
伊尔玛·泰斯塔（義大利語：Irma Testa，1997年12月28日—），意大利女子拳击运动员。她曾代表意大利参加2016年和2020年夏季奥林匹克运动会拳击比赛，其中2020年奥运会获得一枚铜牌。
2021年，泰斯塔宣佈出櫃成為同性戀者。

## 外部連結
- 伊尔玛·泰斯塔在BoxRec（英语）
- 伊尔玛·泰斯塔在Olympics.com（英语）
- 伊尔玛·泰斯塔在Olympedia（英语）
- 伊尔玛·泰斯塔在Italian National Olympic Committee（意大利语）